# Corynoptera albispina
Corynoptera albispina är en tvåvingeart som beskrevs av Yang, Zhang och Yang 1993. Corynoptera albispina ingår i släktet Corynoptera och familjen sorgmyggor.
Artens utbredningsområde är Guizhou (Kina). Inga underarter finns listade i Catalogue of Life.